# The Fifth Estate (groupe)
Pour les articles homonymes, voir The Fifth Estate.
The Fifth Estate, anciennement The D-Men, est un groupe américain de rock, originaire de Stamford, dans le Connecticut.

## Histoire
The Fifth Estate sort le single Love Is All A Game sur le label Red Bird, qui devient un succès régional. Après une série de concerts réussis dans des clubs, ils connaissent un succès international en 1967 avec une version pop ensoleillée de Ding-Dong! The Witch Is Dead, qui atteint la 8e place du CHUM Chart et la 11e place du Billboard Hot 100. La chanson est enregistrée et diffusée dans le monde entier en cinq langues différentes (japonais, italien, français, allemand et anglais), et incorpore des parties de La Bouree dans la pause instrumentale et la coda de Terpsichore du compositeur du XVIIe siècle Michael Prætorius. Selon Cashbox, la chanson figure dans le Top 100 des sorties de disques de 1967, et atteint la plus haute position dans le classement américain de toutes les chansons d'Harold Arlen ou du Magicien d'Oz et du film le plus regardé de tous les temps.

## Discographie partielle
- 1966 : Love Is All A Game
- 1966 : Red Bird
- 1967 : Ding Dong! The Witch Is Dead
- 1967 : The Goofin Song
- 1967 : Heigh-Ho